# Stentjärnen (Nordmarks socken, Värmland, 665458-140022)
Stentjärnen är en sjö i Filipstads kommun i Värmland och ingår i Göta älvs huvudavrinningsområde.